# Süleymandanişment, Lalapaşa
Süleymandanişment là một xã thuộc huyện Lalapaşa, tỉnh Edirne, Thổ Nhĩ Kỳ. Dân số thời điểm năm 2011 là 294 người.